# Teo Tuvale

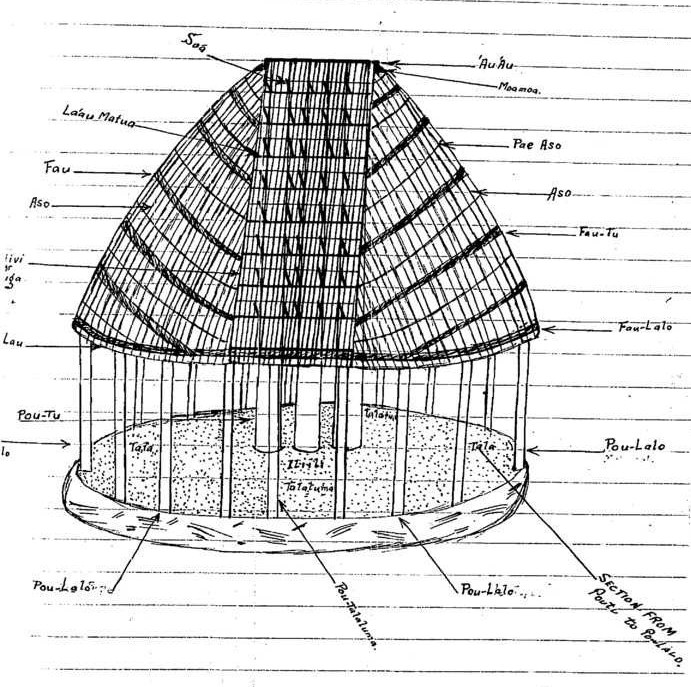
Zeichnung eines Samoanischen Hauses (Fale) aus An Account of Samoan History up to 1918 von Teo Tuvale.

Teo Tuvale (geb. 26. August 1855, Faleasiʻu, Upolu; gest. Dezember 1919) war ein samoanischer Historiker. Er diente während der Kolonialzeit als oberster Richter (Chief Justice) und Regierungssekretär.
Tuvale ist der Autor von An account of Samoan History up to 1918 (Bericht über die Samoanische Geschichte bis 1918), einem wichtigen historischen Text zur samoanischen Geschichte, der Berichte aus erster Hand über die Rivalität zwischen europäischen Kolonialmächten und samoanischen Häuptlingsfamilien (Faʻamatai) enthält. Er war auch offizieller Übersetzer und sprach Englisch, Deutsch und etwas Fidschianisch.

## Hintergrund
Tuvale wurde am 26. August 1855 im Dorf Faleasiʻu an der Nordküste der Insel Upolu geboren. Sein Vater war Vaaelua Petaia (1822–1881), einer der ersten samoanischen Christen, die bei der London Missionary Society konvertiert waren, und der erste Pfarrer von Faleasiʻu. Zu seinen Geschwistern gehören Le Mamea Makalau und Faletoese Lipano.
In die Fußstapfen seines Vaters tretend, besuchte Tuvale 1875 das Priesterseminar im Dorf Malua. Das Malua Theological College war 1844 gegründet worden. 1877 unterrichtete er an der dortigen Ausbildungsstätte. Ein älterer Bruder mit dem Titel eines Matai-Häuptlings, Le Mamea Makalau, war samoanischer Regierungsbeamter und verhalf ihm zu einer Anstellung in der Verwaltung. 1878 wurde er zum stellvertretenden Sekretär der offiziellen indigenen Regierung Samoas mit Sitz im Dorf Mulinuʻu ernannt. Er hatte erfolgreiche Positionen in verschiedenen Kolonialregimen inne. Er verbrachte einige Jahre auf Fidschi, wo er sich mit Fidschis oberstem Häuptling Ratu Seru Epenisa Cakobau anfreundete. Im Jahr 1900 führte er eine Gruppe traditioneller Tänzer nach Deutschland, wo er den Kaiser traf. Er war Übersetzer für Wilhelm Solf, den deutschen Gouverneur in Samoa.
Er arbeitete auch als Übersetzer für die Regierung und verfasste den historischen Bericht 1918 im Auftrag von Colonel Robert Logan, dem Kommandeur der britischen Militärbesatzung.

## Historiker
Tuvales historische Werke umfassten detaillierte Aufzeichnungen der samoanischen Architektur, Genealogie (Gafa), Sitten (Faʻa Sāmoa), Kultur, Sprache und Zeremonien.
Tuvale schreibt in der Einleitung von „An Account of Samoan History up to 1918“:

“Although the stories and opinions from different districts differ and lack a single origin, yet they have been recorded. The recording has not been done under the eye of a critic for Samoan stories in the days of darkness were treasured in the heart and not written.
I, Teo Tuvale, have tried to gather these stories over many years for my own use and interest. Colonel Robert Logan intimated to me that he wished me to put on record the story of happenings in Samoa from ancient times to the present day in order that they should be issued in printed form, and I attempt to obey his wish with this object in view.”

„Obwohl die Geschichten und Meinungen aus verschiedenen Regionen unterschiedlich sind und keinen einheitlichen Ursprung haben, wurden sie dennoch aufgezeichnet. Die Aufzeichnung erfolgte nicht unter dem Blick eines Kritikers, da samoanische Geschichten aus der Zeit der Dunkelheit im Herzen bewahrt und nicht niedergeschrieben wurden.
Ich, Teo Tuvale, habe über viele Jahre versucht, diese Geschichten für meinen eigenen Gebrauch und aus Interesse zu sammeln. Colonel Robert Logan teilte mir mit, dass er wünsche, dass ich die Geschichte der Ereignisse in Samoa von der Antike bis zur Gegenwart aufzeichne, damit sie in gedruckter Form veröffentlicht werden könne, und ich versuche, seinem Wunsch in dieser Hinsicht nachzukommen.“

Tuvale half auch zwei Brüdern bei der Zusammenstellung eines weiteren wichtigen historischen Dokuments, Tusi Faʻalupega (Samoanische zeremonielle Grüße im Oratorium), welches der London Missionary Society übergeben wurde.

## Tod
Tuvales letzte Aufgabe war die Überwachung der Beerdigung der Toten während der Grippeepidemie von 1918, die schätzungsweise 22 % (8.500) der Bevölkerung Samoas tötete. Er starb im Dezember 1919, unmittelbar nach der Epidemie. Er ist in Faleasiu begraben.

## Nachkommen
Tuvale ist der Großvater der samoanischen Autorin, Pädagogin und Professorin Peggy Fairbairn-Dunlop und Urgroßvater der neuseeländischen Hochkommissarin in Südafrika (New Zealand High Commissioner to South Africa) Emma Dunlop-Bennett.